# Utopie (kniha)

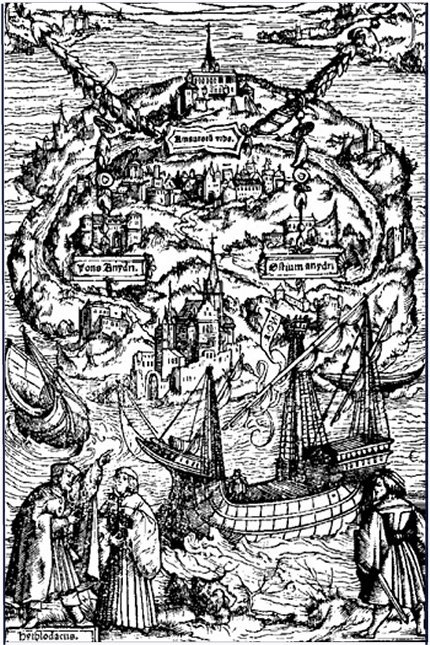
Dřevořez pro vydání z roku 1518

Utopie (Utopia, 1516) je latinsky psané dílo anglického humanisty 16. století, Thomase Mora. Kniha vypráví o životě na fiktivním ostrově Utopia (řecky ú-topos, tj. „ne-místo“). Vypravěčem je námořník Rafael Hythlodaios („Tlachal“), který na Utopii strávil mnoho času a poznal tamější státní zřízení, chod země a zvyky zdejších obyvatel. Kniha sestává ze dvou částí, první je kritikou současné evropské společnosti, druhá pojednává o Utopii.
V Utopii neexistuje soukromé vlastnictví, obyvatelé žijí skromně a prostě: navštěvují společné jídelny, společně obdělávají půdu a konají řemeslné práce. More navazuje na utopická díla svých předchůdců, mezi něž můžeme počítat již Platóna s jeho Ústavou. Morovými následovníky pak byli například Tommaso Campanella („O slunečním státě“, 1623) a Francis Bacon („Nová Atlantis“, 1627).

## Inspirace
More navazuje na základní komunitární principy staro-křesťanského učení (Skutky Apoštolů, sv. Benedikt, sv. Ambrož a sv. Augustin; především v díle De civitate Dei. Podle Bohumila Svobody byl křesťansko-humanistický světonázor Thomase Mora formován především sv. Augustinem, v němž nacházel historické analogie (zánik Římské říše) s obdobím, ve kterém žil. Mora dále inspiruje antická literatura, v níž také nachází ideové zdroje pro zdůvodnění rovnostářství (idea zlatého věku, Lykurgove zákony ve Spartě, Platónova Ústava). V neposlední řadě autora inspirovala i memoárové-cestopisná literatura, především objev Nového světa, italského obchodníka Ameriga Vespucciho a také byl inspirován křesťanským humanistou Johnem Coletom a učením Erasma Rotterdamského. Sumárum by se tedy dalo říci, že komunismus Thomase Mora je silně ovlivněn antikou, raně křesťanským rovnostářstvím, středověkým způsobem feudálního života a dobovou literaturou renesančních humanistů především v otázce přírodní filozofie a novoplatonismem.

## Výklady
K Morově Utopii existuje bohatá sekundární literatura. Mezi komentátory není shoda na tom, zda autor do fiktivní Utopie vtělil své vlastní představy o nejlepším státě, nebo naopak umělou představu ideálního státu kritizuje.
Je například zvláštní, že některé praktiky a instituce občanů Utopie (jako je snadnost rozvodu, eutanazie, existence ženatých kněží a ženských kněží) se zdají být v naprostém protikladu k Moreovým názorům (a také k učení katolické církve, jejímž byl oddaným členem).
Thomas More knihou „O nejlepším stavu obce a o ostrově Utopie“ vytvořil nový literární žánr popisující koncepty ideálních společností.
Cestopisní kniha je napsána ve formě platónského vzoru dialogu mezi Thomasem Morem, Peterem Gillisem a fiktivní postavou Rafaela Hythlodaya, který v Utopii žil 5 let a odešel jen proto, aby o ní rozšířil zprávy ve světě. Autor střídá vážnost a ironický přístup inspirovaný římským básníkem Lukiánem. Obsahuje sociální kritiku dobové společnosti, ale i vizi normativního ideálu sociálně spravedlivé společnosti. Tyto dva atributy definoval základ utopického literárního žánru - kritika společnosti a nabídka alternativy.
Kniha se skládá ze dvou částí - první kniha je (slovy Engelse) "... otřesným dokumentem o bídě lidových mas a vášnivým protestům proti jejich ožebračování a terorizování vykořisťovatelským státem" a druhá podává (slovy Vojtěcha Zamarovského) "... první soustavně vypracován návrh komunistického společenského zřízení založeného na společenském vlastnictví výrobních prostředků a obecné pracovní povinnosti, ve kterém se uplatňuje komunistická zásada rozdělování spotřebních statků podle potřeby."
Podle Bohumila Svobody, More představil v Utopii společnost s velmi volným federativním národním společenstvím autonomních a soběstačných městských jednotek, který je založen na bratrském svazku dobrovolné spolupráce.
Podle filosofky Etely Farkašové rozvinul More (v Utopii) více pozoruhodných myšlenek, kterými chtěl přesáhnout dobovou společenskou realitu a zároveň naznačit ideály humanismu, které by se měly naplnit v budoucím vývoji lidské společnosti. Také dodává, že se tady projevuje i zčásti limitován charakter rovnosti, což potvrzuje existence otroků, ti se dělí na několik skupin, jsou mezi nimi zločinci, kteří si těžkou prací odpykávají trest, ale i chudí lidé ze sousedních zemí, kteří se o tuto pozici ucházejí dobrovolně, neboť takto najdou ještě vždy lepší zacházení než ve své vlasti.
Podle kulturologa Lukáše Perného Morová hypoteticky projektována společnost předpokládá redistribuci kolektivního blahobytu, tedy právo na rovný podíl z kolektivního blahobytu (Ut. 62, 67, 115) s cílem zajistit hmotné a duchovní potřeby občanů (Ut. 115) prostřednictvím soběstačného plánovaného hospodářství (nadbytky dávají svým sousedům; Ut. 49). Společnost je ekonomicky a potravinově soběstačná, (Ut. 49) přírodní zdroje jsou v kolektivním vlastnictví státu nebo federace komunit. Obyvatelé usilují o koncept udržitelnosti a ekologické rovnováhy (Ut. 53, 81). Jde o národ pacifistů, válku vedou pouze v případě obrany sebe nebo spojenců (Ut. 94-102). Tenhle koncept, na rozdíl od Platónova (i když se jím inspiruje) není aristokratický, ale přibližuje se k ideálu beztřídní společnosti (Ut. 115) a radikální demokracii (nevládnou filozofové, lid si vládne sám) (Ut. 54-55, 109).
S „modernistickým“ výkladem Morovy Utopie nesouhlasí Patrik Ouředník: „Spíše než se lopotně pokoušet o marxistickou projekci Morovy intelektuální hříčky do budoucnosti, pokusme se ji vnímat v dobovém kontextu. Utopie v sobě spojuje dvojí psychologický a literární atribut, kritiku soudobého světa a nostalgii po světě pominuvším; brojíc proti jedné tradici nachází únik – nikoli odpověď – v jiné. Novodobé nazírání na Utopii, jež ji interpretuje jako zvěstovatelku budoucí modernity, je více než simplicistní; stejně dobře lze dospět k hledisku právě opačnému s poukazem na pozoruhodnou anachroničnost utopijské společenské smlouvy v Evropě počátku 16. století. Zatímco renesanční filozofie zvolna ustanovuje individualismus, Utopijci hlásají důsledný kolektivismus; zatímco probíhá první evropská průmyslová revoluce, Utopijci se rozplývají nad úhlednými políčky a zakládají jednotná zemědělská družstva; zatímco se všude v Evropě vzmáhá národní cítění a přináležitost k danému teritorálnímu celku, Utopijci žijí mimo prostor; zatímco se konstituují státy, Utopijci organizují společenství měst; zatímco se množí obchodní styky a vzniká nová společenská hiearchie, Utopijci odmítají soukromé vlastnictví a peněz se dotýkají nanejvýš bidlem; zatímco alterita nově objevených světů poskytuje renesančním myslitelům nikdy nevídané podněty, pro Utopijce je základním předpokladem šťastné společnosti izolacionismus.“

## Česká vydání
- More, Thomas. Utopie. Překlad Bohumil Ryba. 2. vyd., v MF 1. vyd. Praha: Mladá fronta, 1978. 156 s. cnb000129207.
- More, Thomas. Utopie. Překlad Bohumil Ryba. 1. vyd. Praha: Orbis, 1950. 125 s. cnb000676230.
- More, Thomas. Utopie. Překlad Jiří Foustka. V Praze: J. Otto, [1927]. 186 s. cnb002389723.
- More, Thomas. Utopie. Praha: Otto, 1914. 186 s. cnb000695209.
- More, Thomas. Utopie. V Praze: J. Otto, [1911]. 186 s. cnb000695208.